# Echivalență logică
În logică și matematică, afirmațiile {\displaystyle p} și {\displaystyle q} sunt considerate echivalente din punct de vedere logic dacă sunt demonstrabile unele prin altele într-un set de axiome, sau să aibă aceeași valoare de adevăr în orice model. Echivalența logică a {\displaystyle p} și {\displaystyle q} se notează {\displaystyle p\equiv q}, {\displaystyle p::q}, {\displaystyle {\textsf {E}}pq} sau {\displaystyle p\iff q}, în funcție de sursa notațiilor. Aceste simboluri sunt utilizate și pentru echivalența materială, astfel încât interpretarea corectă ar depinde de context. Echivalența logică este diferită de echivalența materială, deși cele două concepte sunt legate intrinsec.

## Echivalențe logice
În logică există multe echivalențe logice comune și sunt adesea enumerate ca legi sau proprietăți. Tabelele următoare ilustrează unele dintre acestea.

### Echivalențe logice generale
| Echivalența | Nume                     |
| --- | ------------------------ |
| {\displaystyle p\wedge \top \equiv p} {\displaystyle p\vee \bot \equiv p}                                                             | Identitate               |
| {\displaystyle p\vee \top \equiv \top } {\displaystyle p\wedge \bot \equiv \bot }                                                     | Dominare                 |
| {\displaystyle p\vee p\equiv p} {\displaystyle p\wedge p\equiv p}                                                                     | Idempotență (tautologie) |
| {\displaystyle \neg (\neg p)\equiv p}                                                                                                 | Dublă negație            |
| {\displaystyle p\vee q\equiv q\vee p} {\displaystyle p\wedge q\equiv q\wedge p}                                                       | Comutativitate           |
| {\displaystyle (p\vee q)\vee r\equiv p\vee (q\vee r)} {\displaystyle (p\wedge q)\wedge r\equiv p\wedge (q\wedge r)}                   | Asociativitate           |
| {\displaystyle p\vee (q\wedge r)\equiv (p\vee q)\wedge (p\vee r)} {\displaystyle p\wedge (q\vee r)\equiv (p\wedge q)\vee (p\wedge r)} | Distributivitate         |
| {\displaystyle \neg (p\wedge q)\equiv \neg p\vee \neg q} {\displaystyle \neg (p\vee q)\equiv \neg p\wedge \neg q}                     | De Morgan                |
| {\displaystyle p\vee (p\wedge q)\equiv p} {\displaystyle p\wedge (p\vee q)\equiv p}                                                   | Absorbție                |
| {\displaystyle p\vee \neg p\equiv \top } {\displaystyle p\wedge \neg p\equiv \bot }                                                   | Anihilare (negație)      |

### Echivalențe logice condiționate
1. {\displaystyle p\implies q\equiv \neg p\vee q}
2. {\displaystyle p\implies q\equiv \neg q\implies \neg p}
3. {\displaystyle p\vee q\equiv \neg p\implies q}
4. {\displaystyle p\wedge q\equiv \neg (p\implies \neg q)}
5. {\displaystyle \neg (p\implies q)\equiv p\wedge \neg q}
6. {\displaystyle (p\implies q)\wedge (p\implies r)\equiv p\implies (q\wedge r)}
7. {\displaystyle (p\implies q)\vee (p\implies r)\equiv p\implies (q\vee r)}
8. {\displaystyle (p\implies r)\wedge (q\implies r)\equiv (p\vee q)\implies r}
9. {\displaystyle (p\implies r)\vee (q\implies r)\equiv (p\wedge q)\implies r}

### Echivalențe logice dublu condiționate
1. {\displaystyle p\iff q\equiv (p\implies q)\wedge (q\implies p)}
2. {\displaystyle p\iff q\equiv \neg p\iff \neg q}
3. {\displaystyle p\iff q\equiv (p\wedge q)\vee (\neg p\wedge \neg q)}
4. {\displaystyle \neg (p\iff q)\equiv p\iff \neg q}

## Exemple

### În logică
Următoarele afirmații sunt echivalente logic:
1. Dacă Lisa se află în Danemarca, atunci ea se află în Europa (o propoziție de forma {\displaystyle d\implies e}).
2. Dacă Lisa nu se află în Europa, atunci ea nu se află în Danemarca (o propoziție de forma {\displaystyle \neg e\implies \neg d}).

Sintactic, (1) și (2)  derivă una din cealaltă prin regulile contrapoziției și a dublei negații. Semantic, (1) și (2) sunt adevărate în exact aceleași modele (interpretări, evaluări); și anume, cele în care fie „Lisa este în Danemarca” este falsă, fie „Lisa este în Europa” este adevărată.
(În acest exemplu este prezumată logica clasică. Unele logici alternative nu consideră (1) și (2) ca fiind echivalente logic.)

### În matematică
În matematică, două afirmații p și q se spune că sunt echivalente logic dacă sunt demonstrabile una din alta într-un set de axiome și presupuneri. De exemplu, afirmația „n este divizibil cu 6” poate fi considerată echivalentă cu afirmația „n este divizibil cu 2 și cu 3”, deoarece se poate demonstra prima din aceasta din urmă (și invers) folosind unele cunoștințe elementare din teoria numerelor.

## Relația cu echivalența materială
Echivalența logică este diferită de echivalența materială. Formulele p și q sunt logic echivalente dacă și numai dacă afirmația echivalenței lor materiale ({\displaystyle p\iff q}) este o tautologie.
Echivalența materială a lui p și q (adesea scrisă ca {\displaystyle p\leftrightarrow q}) este ea însăși o altă afirmație din același limbaj formal ca și p și q. Această afirmație exprimă ideea „p dacă și numai dacă q”. În special, valoarea de adevăr a {\displaystyle p\iff q} se poate schimba de la un model la altul.
Pe de altă parte, afirmația că două formule sunt echivalente logic este o afirmație în metalimbaj, care exprimă o relație între două afirmații p și q. Afirmațiile sunt echivalente logic dacă în fiecare model au aceeași valoare de adevăr.